# Чанъэ-6
«Чанъэ́-6» (кит. упр. 嫦娥六号, пиньинь Cháng'é liùhào) — китайская автоматическая межпланетная станция (АМС), являющаяся частью беспилотной миссии исследования Луны, которая впервые в истории доставила на Землю образцы грунта и горных пород с обратной стороны Луны. Всего доставлено 1935,3 грамма образцов. Запуск состоялся 3 мая 2024 года. «Чанъэ-6» стала второй китайской экспедицией по доставке лунного грунта после «Чанъэ-5». Миссия продлилась 53 дня от запуска до приземления во Внутренней Монголии 25 июня 2024 года. Как и предшественники, космический аппарат миссии назван в честь китайской богини Луны Чанъэ.

## Описание миссии
В создании полезной нагрузки для спускаемого аппарата участвовали Франция, Италия и Европейское космическое агентство. Французский прибор DORN (обнаружение выделения радона) для изучения переноса лунной пыли и других летучих веществ между лунным реголитом и лунной экзосферой, включая круговорот воды. Итальянский прибор INRRI (инструмент для исследования приземляющихся лазерных ретрорефлекторов), состоящий из пассивного лазерного ретрорефлектора, будет использоваться для лазерного определения дальности посадочного модуля, аналогичный тем, которые используются в марсианских миссиях Schiaparelli и InSight. Шведский прибор NILS (отрицательные ионы на лунной поверхности), будет использоваться для обнаружения и измерения отрицательных ионов, отражаемых лунной поверхностью. От орбитального блока «Чанъэ-6» планируется отделение пакистанского малого аппарата класса «кубсат» ICUBE-Q, разработанного Институтом космических технологий, который должен получить данные о магнитном поле Луны и сделать снимки «Чанъэ-6», Земли и Луны. Он оснащён двумя оптическими камерами. Также в состав миссии входит мини-луноход.
Для связи с Землёй миссия потребует помощи спутника-ретранслятора «Цюэцяо-2» (Сорочий мост-2), поскольку обратная сторона Луны никогда не обращена к Земле.
Сначала аппарат относился к III фазе Китайской лунной программы (доставка образцов с Луны на Землю), будучи дублёром «Чанъэ-5», но после успеха миссии «Чанъэ-5» в 2020 году был переведён в IV фазу (исследование области южного полюса Луны для подготовки построения там обитаемой базы).

## Ход миссии
3 мая 2024 года в 9:27 UTC зонд «Чанъэ-6» был запущен ракетой-носителем «Чанчжэн-5» с космодрома Вэньчан, расположенном на острове Хайнань.
8 мая 2024 года в 02:12 UTC орбитальный модуль «Чанъэ-6» вышел на лунную орбиту. 8 мая 2024 года в 08:14 UTC от орбитального модуля «Чанъэ-6» произошло отделение пакистанского кубсата ICUBE-Q, запущенного в качестве дополнительной нагрузки.
30 мая 2024 года посадочный модуль «Чанъэ-6» отделился от орбитального модуля в рамках подготовки к посадке.

Место посадки «Чанъэ-6» на обратной стороне Луны, снимок аппарата Lunar Reconnaissance Orbiter

1 июня 2024 года в 22:23 UTC посадочный модуль «Чанъэ-6» успешно прилунился в районе кратера Аполлон на обратной стороне Луны, и приступил к отбору образцов лунного грунта для доставки их на Землю. Мини-луноход, отделился от космического корабля вскоре после его приземления. Добыча лунного грунта и его погрузка во взлётный модуль продолжались двое суток, собрано до двух килограммов грунта как с поверхности Луны, так и из приповерхностного слоя, при помощи манипулятора и бурового устройства. После того, как отбор проб был завершён, на обратной стороне Луны впервые был развёрнут Государственный флаг КНР, который был доставлен спускаемым модулем аппарата. Государственный флаг КНР соткан из базальтового волокна в сотрудничестве специалистов из Китайской аэрокосмической научно-промышленной корпорации, Уханьского текстильного университета и других.
3 июня 2024 года в 23:38 UTC посадочный модуль зонда «Чанъэ-6» с собранными образцами лунного грунта успешно стартовал с обратной стороны Луны и поднялся на орбиту спутника.
6 июня 2024 года взлётный модуль зонда «Чанъэ-6» совершил стыковку с комбинацией орбитального модуля и возвращаемого аппарата на лунной орбите и передал собранные образцы лунного грунта на возвращаемый аппарат.
21 июня 2024 года возвратный модуль «Чанъэ-6» покинул лунную орбиту и направился к Земле с собранными образцами грунта.
25 июня 2024 года спускаемый аппарат, содержащий уникальные образцы, был отделён от служебного модуля незадолго до прибытия на Землю. Возвращаемая капсула успешно приземлилась в автономном районе Внутренняя Монголия на севере Китая.

## Исследование образцов лунного грунта
Всего было доставлено 1935,3 грамма лунного грунта, его исследование проводила команда учёных под руководством Ли Чуньлая из Пекинской астрономической обсерватории, Ху Хао — главного конструктора миссии «Чанъэ-6» и Ян Мэнфэя из Китайской академии космических технологий.
Первая научная статья по анализу грунта вышла в National Science Review. В ней указывается, что образцы, возвращенные «Чанъэ-6», имеют меньшую плотность, чем с видимой стороны Луны. Они более рыхлые и более пористые. Согласно сообщению, частицы в среднем двух разных размеров, что позволяет предположить: в месте отбора проб смешались породы из двух разных источников. В образце гораздо больше плагиоклаза, а оливина существенно меньше, чем в других лунных пробах. Это свидетельствует о том, что к базальтам, представляемым оливином и свидетельствующим о вулканической активности в прошлом, примешалось вещество иного генезиса. Собранные АМС «Чанъэ-6» обломки горных пород представляют собой обломки базальтов (30—40 % всех обломков), брекчию, байндстоун, светлую породу и стекловидное вещество. При этом брекчия и байндстоун включают фрагменты базальтов, стеклянные шарики и фрагменты, а также небольшое количество анортозита и норита.
Минералогический анализ показал, что собранное АМС «Чанъэ-6» вещество состоит на 32,6 % из плагиоклаза, на 33,3 % из пироксенов и на 29,4 % из стекла. Оксида алюминия и оксида кальция сравнительно много, а оксида железа мало, что является характерной чертой смеси лунных морских базальтов и анортозита. Кроме того, мало урана, тория и калия, что сильно отличается от KREEP-базальтов, доставленных миссиями «Аполлон» и АМС «Чанъэ-5».